# 793
793 (DCCXCIII) var ett normalår som började en tisdag i den julianska kalendern.

## Händelser

### Juni
- 8 juni – Ett av de första i källorna kända vikingaanfallen äger rum mot klostret på ön Lindisfarne (Holy Island) utanför östra England, vilket brukar anses som den klassiska startpunkten för Vikingatiden.[1]

## Födda
- Wei Mo, kinesisk kansler.
- Zhou Chi, kinesisk kansler.

## Avlidna
- Cairpre mac Laidcnén, kung av Uí Cheinnselaig.
- Dou Can, kinesisk kansler.

### Fotnoter
1. ↑  Det hände i dag